# Койгородок
Койгородок (коми Койгорт) — село в России на юго-востоке Республики Коми, административный центр Койгородского района. Образует муниципальное образование сельского поселения «Койгородок». Численность населения села на 2023 год — 3090 человек.

## География
Село расположено в 192 км к юго-востоку от республиканского центра Сыктывкара на правой стороне реки Сысола.
Койгородок имеет выход из республики по автомобильной дороге в Кировскую область и Пермский край.

## История
В 1586 году упоминается погост Колгорот, где находилась деревянная часовня Афанасия Великого, 10 жилых и 3 пустых крестьянских двора. Рядом с погостом располагались деревня Шарга с 6 жилыми и 3 пустыми крестьянскими дворами и починок Леонтьевский (1 жилой дом).
Все 3 населённых пункта входили в состав Колгортской волости. Обитатели носили фамилии Торопов, Шаньгин, Бурко, часть жителей не имела фамилий. Жители 2 пустых дворов умерли, обитатели 3 других обнищали и «ходят по дворам», и одна семья переселилась на верхнюю Каму.
Починок Левонтьевский позднее на рубеже XVI—XVII веков запустел, а деревня Шарга к 1678 году слилась с погостом. В 1608 году в погосте Колгород насчитывалось 24 крестьянских двора, 3 из них были пусты (их обитатели умерли во время неурожаев и голода). К 1646 году население погоста возросло до 45 дворов, но 9 из них запустели. Часть их обитателей умерли во время голода 1642—1644 годов, другие ушли в Сибирь (в 1640 и 1642 годах), на Вятку (в 1640 году), в Кайгород на верхнюю Каму (в 1644 году). Жители погоста носили фамилии и прозвища Путилко, Баженко, Поспелко, Тренька, Суханов, Копыто, Жданко, Малько, Титов.
К 1678 году в погосте Койгорт построили деревянную церковь «нерукотворного образа Спасова», здесь появились 4 двора церковнослужителей. На погосте имелось 43 жилых и 4 пустых двора (жители последних «сошли кормитца» на Вычегду, в Сибирь, в Койгородок на Каму и «неведомо куда»). В документе отмечены только 2 фамилии: Жебов и Беляев. В 1719 году на погосте был 31 двор, обитатели носили фамилии Тонких, Торопов, Мелехин, Конков, Лодыгин, Туробанов (Турубанов), Грязных, Костин, Гуляев, Климцов, Новоселов.
В середине XVII века Койгород вошёл в состав Ужгинской волости, но в первой четверти XVIII века вновь была образована отдельная Койгородская волость. Во второй половине XVIII века погост стал селом. В 1782 году в селе Койгородском имелось 47 дворов, 294 жителя (158 муж. и 136 жен.). К этому времени волость расширилась. Если в 1 половине XVIII века она охватывала лишь небольшую территорию в верхнем течении реки Сысолы, то во второй половине XVIII века в её состав вошли и земли в верхнем течении реки Кобры.
В 1784 году в волости имелось 5 селений: 4 на реке Сысола (Койгородское, Гурган, Вадор, Вениб) и 1 на реке Кобре (деревня Кобра). В 1859 году в селе Койгородок, располагавшемся «при колодцах», насчитывалось 65 дворов, 485 жителей (239 муж и 246 жен). В 1892 году в Спасском погосте жили 456 человек.
В XIX-начале XX века Койгородская волость охватывала всю верхнюю Сысолу и верхнюю Кобру (что приблизительно соответствует нынешнему Койгородскому району). В 1916 году в Спасском погосте было 58 дворов, 304 жителя (129 муж и 175 жен.), а согласно переписи 1918 года в селе Спасском имелся 71 двор, 349 жителей (168 муж и 181 жен.).
К 1926 году население села возросло до 90 дворов, 396 жителей (176 муж и 220 жен.), не считая жителей расположенных в непосредственной близости от него деревень Вадор и Путясикт.
В 1930 году в Койгородке имелись участковая больница, изба-читальня, школа-семилетка, детский сад, агропункт, 3 сельхозартели, пароходная стоянка, крестьянский комитет общественной взаимопомощи, участок милиции, потребительское общество, кредитное товарищество, лавка госспирта и сельсовет.
К 1956 году деревни Путясикт и Вадор слились с селом в один населённый пункт, в 1970-х годах в состав Койгородка была включена деревня Гурган, ранее объединённая в 1965 году, с деревнями Казанцево и Пежгин, а остальные входившие в Койгородский с/с поселения постепенно запустели.
К 1986 году в Койгородском с/с остался лишь один населённый пункт — само село. Жители деревень перебрались, главным образом, в село Койгородок, сюда же переселились и обитатели запустевших селений на реке Кобре.

## Климат
В Койгородке умеренно континентальный климат с продолжительной зимой и коротким летом.
- Среднегодовая температура воздуха — 1,0 °C
- Среднее атмосферное давление — 999,1 мб
- Относительная влажность воздуха — 78,2 %

| Показатель              | Янв.  | Фев.  | Март | Апр.  | Май   | Июнь | Июль | Авг. | Сен. | Окт.  | Нояб. | Дек.  | Год   |
| ----------------------- | ----- | ----- | ---- | ----- | ----- | ---- | ---- | ---- | ---- | ----- | ----- | ----- | ----- |
| Абсолютный максимум, °C | 3,4   | 4,5   | 14,3 | 26,0  | 30,5  | 34,7 | 33,8 | 33,0 | 27,8 | 21,5  | 10,3  | 5,0   | 34,7  |
| Средняя температура, °C | −15,4 | −13,2 | −6   | 1,8   | 8,6   | 14,6 | 17,2 | 13,6 | 7,9  | 0,9   | −6,6  | −12   | 1,0   |
| Абсолютный минимум, °C  | −47,8 | −47,4 | −42  | −30,1 | −14,6 | −5,5 | −0,4 | −4,5 | −7,1 | −28,2 | −40,5 | −51,4 | −51,4 |
| Источник: Коми ЦГМС     |       |       |      |       |       |      |      |      |      |       |       |       |       |

## Население
| 1959  | 1970  | 1979  | 1989  | 2002  | 2010  | 2012  |
| ----- | ----- | ----- | ----- | ----- | ----- | ----- |
| 1759  | ↗2230 | ↗3068 | ↘2923 | ↗3076 | ↘2940 | ↘2895 |
| 2013  | 2014  | 2015  | 2016  | 2017  | 2018  | 2019  |
| ↘2892 | ↘2862 | ↘2857 | ↗2868 | ↗2877 | ↗2892 | ↘2884 |
| 2020  | 2021  |       |       |       |       |       |
| ↗2906 | ↗2997 |       |       |       |       |       |

Национальный состав
В 1989 году здесь жили 2923 человека (1379 муж. и 1544 жен.), в том числе 72 % коми, 21 % русские.

## Достопримечательности
Районный краеведческий музей г. Койгородок

## Русская православная церковь
Церковь во имя Нерукотворного образа Спаса (19 в.) — Построена в 1807—1816 гг., реконструирована в 1899—1902 гг. и в 2003—2005 гг.